# Иван Ачанов
Иван Александров Ачанов е български офицер, генерал-майор.

## Биография
Роден е на 7 януари 1929 г. в пернишкото село Кралев дол. Влиза в системата на МВР през 1947 г. като разузнавач III степен. От 1960 г. е началник на отделение, а от 1967 е началник на Областното управление на ДС в Перник. През 1976 г. завършва двумесечен курс в школата на КГБ в Москва. В периода 1 февруари 1971 – 27 януари 1973 е заместник началник и първи заместник-началник (22 февруари 1982 – 19 март 1990) на Софийското градско управление на МВР. През 1983 г. е създадено Управление по Държавна сигурност към Софийското градско управление, а генерал-майор Иван Ачанов е определен за негов началник. Умира през 2014 г. в София.